# テイラー・リチャーズ
テイラー・ジェローム・リチャーズ (Taylor Jerome Richards, 2000年12月4日 - ) は、イングランドのサッカー選手。クイーンズ・パーク・レンジャーズFC所属。ポジションはMF。

## 経歴
マンチェスター・シティFCに14歳で加入する。2019年7月にブライトン・アンド・ホーヴ・アルビオンFCのアカデミーに加入し、9月25日のアストン・ヴィラFC戦でデビューした。
2020年8月25日、ドンカスター・ローヴァーズFCに期限付き移籍した。
2022年1月7日、バーミンガム・シティFCに期限付き移籍した。3月12日のハル・シティAFC戦でデビューし、地元紙の好評価を得た。